# Unley City
Koordinaten: 34° 57′ S, 138° 36′ O

Die City of Unley ist ein lokales Verwaltungsgebiet (LGA) im australischen Bundesstaat South Australia. Unley gehört zur Metropole Adelaide, der Hauptstadt von South Australia. Das Gebiet ist 14 km² groß und hat etwa 38.500 Einwohner (Stand 2021).
Unley liegt im Zentrum von Adelaide und grenzt im Norden an das Stadtzentrum. Das Gebiet beinhaltet 16 Stadtteile: Black Forest, Clarence Park, Everard Park, Forestville, Fullarton, Goodwood, Highgate, Hyde Park, Kings Park, Malvern, Millswood, Myrtle Bank, Parkside, Unley, Unley Park und Wayville. Der Verwaltungssitz des Councils befindet sich im Stadtteil Unley.

## Verwaltung
Der Unley City Council hat 13 Mitglieder, zwölf Councillor werden von den Bewohnern der sechs Wards gewählt (je zwei aus Fullarton, Goodwood, Goodwood South, Parkside, Unley und Unley Park Ward). Diese sechs Bezirke sind unabhängig von den Stadtteilen festgelegt. Der Ratsvorsitzende und Mayor (Bürgermeister) wird zusätzlich von allen Bewohnern der City gewählt.